# Mesotrosta unimacula
Mesotrosta unimacula là một loài bướm đêm trong họ Noctuidae.